# Jacobo, Chihuahua
Jacobo är en ort i Mexiko.   Den ligger i kommunen Jiménez och delstaten Chihuahua, i den centrala delen av landet, 1 000 km nordväst om huvudstaden Mexico City. Jacobo ligger 1 391 meter över havet och antalet invånare är 131.
Terrängen runt Jacobo är platt. Runt Jacobo är det mycket glesbefolkat, med 3 invånare per kvadratkilometer. Närmaste större samhälle är José Mariano Jiménez, 4,8 km norr om Jacobo. Omgivningarna runt Jacobo är i huvudsak ett öppet busklandskap.